# Теорема о кинетической энергии системы
Теоре́ма о кинети́ческой эне́ргии систе́мы — одна из общих теорем динамики, является следствием законов Ньютона. Связывает кинетическую энергию механической системы с работой сил, действующих на тела, составляющие систему. В качестве системы, о которой идёт речь, может выступать любая механическая система, состоящая из любых тел.

## Формулировка теоремы
Кинетической энергией системы называют сумму кинетических энергий всех тел, входящих в систему. Для определённой таким образом величины справедливо утверждение:

Изменение кинетической энергии системы равно работе всех внутренних и внешних сил, действующих на тела системы.
Теорема допускает обобщение на случай неинерциальных систем отсчёта. В этом случае к работе всех внешних и внутренних сил необходимо добавить работу переносных сил инерции (кориолисовы силы инерции не могут производить работу).

## Доказательство теоремы
Рассмотрим систему материальных точек с массами {\displaystyle m_{i}}, скоростями {\displaystyle {\vec {v}}_{i}} и кинетическими энергиями {\displaystyle T_{i}={\frac {1}{2}}m_{i}{v_{i}}^{2}}.
Для малого изменения кинетической энергии (дифференциала), происходящего в течение некоторого малого промежутка времени {\displaystyle dt,} будет выполняться
{\displaystyle dT_{i}=m_{i}{\vec {v}}_{i}d{\vec {v}}_{i}=m_{i}{\vec {v}}_{i}{\frac {d{\vec {v}}_{i}}{dt}}dt.}
Учитывая, что {\displaystyle {\frac {d{\vec {v}}_{i}}{dt}}} представляет собой ускорение i-ой точки {\displaystyle {\vec {a}}_{i}}, а {\displaystyle {\vec {v}}_{i}dt} — перемещение той же точки {\displaystyle d{\vec {s}}_{i}} за время {\displaystyle dt}, полученное выражение можно записать в виде:
{\displaystyle dT_{i}=m_{i}{\vec {a}}_{i}d{\vec {s}}_{i}.}
Используя второй закон Ньютона и обозначая равнодействующую всех сил, действующих на точку, как {\displaystyle F_{i}}, получаем
{\displaystyle dT_{i}={\vec {F}}_{i}d{\vec {s}}_{i},}
а затем в соответствии с определением работы {\displaystyle dA_{i}}
{\displaystyle dT_{i}=dA_{i}.}
Суммирование всех уравнений такого вида, записанных для каждой из материальных точек, приводит к формуле для изменения полной кинетической энергии системы:
{\displaystyle dT=\sum \limits _{i}dA_{i}.}
Данное равенство выражает утверждение теоремы об изменении кинетической энергии системы в дифференциальном виде.
Проинтегрировав обе части полученного равенства по произвольно взятому промежутку времени между некоторыми {\displaystyle t_{1}} и {\displaystyle t_{2}}, получим выражение теоремы об изменении кинетической энергии в интегральной форме:
{\displaystyle T_{2}-T_{1}=\sum \limits _{i}A_{i},}
где {\displaystyle T_{1}} и {\displaystyle T_{2}} — значения кинетической энергии системы в моменты времени {\displaystyle t_{1}} и {\displaystyle t_{2}} соответственно.
Необходимо подчеркнуть, что здесь, в отличие от случаев теоремы об изменении количества движения системы и теоремы о движении центра масс системы, учитывается действие не только внешних, но и внутренних сил.

## Закон сохранения механической энергии
Отдельный интерес представляют системы, в которых на тела действуют потенциальные силы. Для таких сил вводится понятие потенциальной энергии, изменение которой в случае одной материальной точки по определению удовлетворяет соотношению:
{\displaystyle W_{2i}-W_{1i}=-A_{pi},}
где {\displaystyle W_{1i}} и {\displaystyle W_{2i}} — значения потенциальной энергии точки в начальном и конечном состояниях соответственно, а {\displaystyle A_{pi}} — работа потенциальной силы, совершаемая при перемещении точки из начального состояния в конечное.
Изменение потенциальной энергии системы получается в результате суммирования изменений энергий всех тел системы:
{\displaystyle W_{2}-W_{1}=-\sum \limits _{i}A_{pi}.}
Если все внутренние и внешние силы, действующие на тела системы, потенциальны, то
{\displaystyle \sum \limits _{i}A_{i}=\sum \limits _{i}A_{pi}=-(W_{2}-W_{1}).}
Подставляя полученное выражение в уравнение теоремы о кинетической энергии, получим:
{\displaystyle T_{2}-T_{1}=-(W_{2}-W_{1})}
или, что то же самое
{\displaystyle T_{2}+W_{2}=T_{1}+W_{1}.}
Иначе говоря, получается, что для полной механической энергии системы {\displaystyle T+W} выполняется
{\displaystyle T+W=const.}
Таким образом, можно сделать вывод:

Если на тела системы действуют только потенциальные силы, то полная механическая энергия системы сохраняется.
Данное утверждение и составляет содержание закона сохранения механической энергии, являющегося следствием теоремы о кинетической энергии и одновременно частным случаем общего физического закона сохранения энергии.

## Случай системы с идеальными стационарными связями
В тех случаях, когда предметом изучения является лишь движение системы, а реакции связей не представляют интереса, пользуются формулировкой теоремы для системы с идеальными стационарными связями, которая выводится с учетом принципа Даламбера-Лагранжа. 

Теорема об изменении кинетической энергии системы с идеальными стационарными связями утверждает:

Дифференциал кинетической энергии системы с идеальными стационарными связями равен сумме элементарных работ на действительных перемещениях действующих внешних и внутренних сил
Теорема доказывается следующим образом. Заменяя в общем уравнении динамики {\displaystyle \delta {\vec {r}}_{k}} на {\displaystyle {\vec {v}}_{k}dt}, получаем:
{\displaystyle (\sum m_{k}{\vec {w}}_{k}){\vec {v}}_{k}dt=\sum {\vec {F}}_{k}{\vec {v}}_{k}dt}
или 
{\displaystyle (d\sum m_{k}{\vec {v}}_{k}){\vec {v}}_{k}=\sum {\vec {F}}_{k}^{ae}{\vec {v}}_{k}dt+\sum {\vec {F}}_{k}^{ai}{\vec {v}}_{k}dt}
Поскольку {\displaystyle d{\vec {v}}_{k}{\vec {v}}_{k}=d{\frac {v_{k}^{2}}{2}}}, получаем окончательно:
{\displaystyle dT=d'A^{ae}+d'A^{ai}}
Верхние значки в этих выражениях обозначают: {\displaystyle ^{a}} — активная (то есть не являющаяся реакцией связей) сила, {\displaystyle ^{e}} (от англ. external) и {\displaystyle ^{i}} (от англ. internal) — соответственно, внешняя и внутренняя сила.